# 芸能花舞台
芸能花舞台（げいのうはなぶたい）は、NHK教育テレビジョンで1988年4月8日から2011年3月24日まで放送された伝統芸能番組である。一時期、デジタル衛星ハイビジョンでも放送した。横浜市にある放送ライブラリーにて過去の放送内容の一部を閲覧することができる。

## 概要
日本舞踊・箏曲・尺八・能・歌舞伎・邦楽・文楽など日本の伝統芸能を幅広く扱った番組であり、取り上げる演目は人間国宝などを含む一流のものだけだなく中堅・若手の演目や「伝説の至芸」と題してすでに故人となっている名手の演目も取り上げた。スタジオゲストには舞踊家・演奏家などのほか、評論家や作家などの出演も多い。毎年夏季には「夏のリクエスト特選」と題し、今までの放送の中で最もリクエストの多かった回を再度放送する。
2011年4月からは『にっぽんの芸能』の第二部「芸能百花繚乱」としてリニューアル、『芸能花舞台』としては放送23年の歴史に幕を下ろした。最後に本番組の司会を担当した古谷敏郎も『にっぽんの芸能』へのシフトとなる。

## 「伝説の至芸」で紹介された人物
1995年からのスタート当初は「名人の至芸を振り返る・至宝よみがえる」という題名であった。
歌舞伎
- 初代 市川猿翁
- 11代目 市川團十郎
- 3代目 市川左團次
- 3代目 市川壽海
- 15代目 市村羽左衛門
- 17代目 市村羽左衛門
- 6代目 尾上菊五郎
- 2代目 尾上松緑
- 7代目 尾上梅幸
- 3代目 尾上多賀之丞
- 3代目 河原崎権十郎
- 9代目 澤村宗十郎
- 2代目 中村鴈治郎
- 初代 中村吉右衛門
- 3代目 中村時蔵
- 17代目 中村勘三郎
- 6代目 中村歌右衛門
- 5代目 中村富十郎
- 初代 松本白鸚
- 14代目 守田勘彌
- 7代目 坂東三津五郎
- 8代目 坂東三津五郎
- 9代目 坂東三津五郎
- 13代目 片岡仁左衛門
- 13代目 片岡我童
- 3代目 實川延若

## 日本舞踊
- 2代目 藤間勘祖
- 藤間紫
- 藤間藤子
- 2代目 花柳壽輔
- 3代目 花柳壽輔
- 花柳壽楽
- 二世西川鯉三郎
- 吾妻徳穂
- 武原はん
- 初代猿若清方
- 井上八千代
- 吉村雄輝
- 神崎ひで

## 邦楽
- 14代目 杵屋六左衛門
- 7代目 芳村伊十郎
- 2代目 芳村五郎治
- 3代目 今藤長十郎
- 今藤綾子
- 杵屋左登代
- 望月朴清
- 清元志寿太夫
- 清元榮三郎
- 富崎春翁
- 都一中
- 米川文子

## 新派
- 初代 水谷八重子
- 初代 喜多村緑郎
- 3代目 市川翠扇
- 花柳章太郎

## 俳優
- 長谷川一夫
- 2代目 大川橋蔵
- 萬屋錦之介

## 放送時間の変遷
（出典：）
| 放送期間            | 放送時間（日本時間）         | 放送時間（日本時間）                                                                        |
| 放送期間            | 本放送                       | 再放送                                                                                      |
| ------------------- | ---------------------------- | ------------------------------------------------------------------------------------------- |
| 1988年度 - 1989年度 | 金曜日 21:00 - 21:45（45分） | 土曜日 15:00 - 15:45（45分）                                                                |
| 1990年度 - 1991年度 | 土曜日 21:00 - 21:45（45分） | 土曜日 14:45 - 15:30（45分）                                                                |
| 1992年度            | 土曜日 21:00 - 21:45（45分） | 金曜日 14:30 - 15:15（45分）                                                                |
| 1993年度            | 土曜日 21:00 - 21:45（45分） | 土曜日 14:00 - 14:45（45分）                                                                |
| 1994年度            | 土曜日 21:00 - 21:45（45分） | 土曜日 14:45 - 15:30（45分）                                                                |
| 1995年度            | 土曜日 20:45 - 21:30（45分） | 土曜日 15:15 - 16:00（45分）                                                                |
| 1996年度            | 土曜日 19:15 - 19:55（40分） | 土曜日 15:15 - 15:55（40分）                                                                |
| 1997年度            | 土曜日 19:15 - 19:55（40分） | 金曜日 15:20 - 16:00（40分）                                                                |
| 1998年度            | 土曜日 19:15 - 19:55（40分） | 金曜日 14:30 - 15:10（40分）                                                                |
| 1999年度 - 2000年度 | 土曜日 13:00 - 13:45（45分） | 土曜日 5:15 - 6:00（45分）                                                                  |
| 2001年度            | 土曜日 13:00 - 13:45（45分） | 土曜日 5:15 - 6:00（45分） 翌週月曜日 0:25 - 1:10（日曜日深夜）（45分）                     |
| 2002年度 - 2003年度 | 土曜日 13:00 - 13:45（45分） | 土曜日 5:15 - 6:00（45分） 翌週月曜日 0:15 - 1:00（日曜日深夜）（45分）                     |
| 2004年度            | 土曜日 13:30 - 14:15（45分） | 土曜日 5:15 - 6:00（45分） 翌週月曜日 0:15 - 1:00（日曜日深夜）（45分）                     |
| 2005年度 - 2006年度 | 土曜日 13:00 - 13:45（45分） | 土曜日 5:15 - 6:00（45分） 翌週月曜日 0:15 - 1:00（日曜日深夜）（45分）                     |
| 2007年度            | 土曜日 13:00 - 13:45（45分） | 土曜日 5:15 - 6:00（45分） 翌週日曜日 23:00 - 23:45（45分） ないしは 23:30 - 翌0:15（45分） |
| 2008年度            | 木曜日 14:00 - 14:45（45分） | 土曜日 5:15 - 6:00（45分） 日曜日 23:30 - 翌0:15（45分）                                    |
| 2009年度 - 2010年度 | 木曜日 14:00 - 14:45（45分） | 日曜日 23:30 - 翌0:15（45分）                                                               |

## 司会者

### 2005年度まで
- 山川静夫（元NHKアナウンサーで現芸能評論家）
- 渡辺保（演劇評論家）
- 利根川裕（作家）
- 山田亜樹（当時NHKアナウンサー）
- 葛西聖司（当時NHKアナウンサー）
- 細川直美（女優）
- 生稲晃子（当時女優で現参議院議員）
- 古谷敏郎（当時NHKアナウンサー）

### 2006年度から2008年度まで
- 中川緑（NHKアナウンサー）

### 2009年度
- 髙橋美鈴（NHKアナウンサー） - 髙橋は出産育児のため、同年秋以降休養に入った。このため、同僚の葛西が代行した。

### 2010年度
- 古谷敏郎（当時NHKアナウンサー）